# Медаль «У пам'ять 1000-річчя Казані»
Медаль «У пам'ять 1000-річчя Казані» (рос. медаль «В память 1000-летия Казани») — державна нагорода Російської Федерації у 2005 — 2010 роках. З вересня 2010 року не входить до системи державних нагород Російської Федерації.

## Історія нагороди
- 30 червня 2005 року указом Президента Російської Федерації В. В. Путіна «Про медаль „У пам'ять 1000-річчя Казані“»[1] на відзначення 1000-річчя Казані була заснована медаль «У пам'ять 1000-річчя Казані» та затверджені положення та опис медалі. Тим самим указом було постановлено нагородити медаллю громадян відповідно до положення та доручено президентові Республіки Татарстан сумісно з адміністрацією м. Казань провести її вручення.
- Указом Президента Російської Федерації від 7 вересня 2010 року № 1099 «Про заходи щодо вдосконалення державної нагородної системи Російської Федерації»[2] було встановлено, що ювілейні медалі, у тому числі й медаль «У пам'ять 1000-річчя Казані», не входять до системи державних нагород Російської Федерації.

## Положення про медаль
Медаллю «У пам'ять 1000-річчя Казані» нагороджуються:
- жителі м. Казані — учасники Великої Вітчизняної війни 1941–1945 років, трудівники тилу, які працювали в період Великої Вітчизняної війни 1941–1945 років у м. Казані не менше шести місяців або нагороджені орденами і медалями СРСР за самовіддану працю у Великій Вітчизняній війні 1941 — 1945 років, ветерани праці;
- громадяни, які внесли значний внесок у розвиток м. Казані.

### Порядок носіння
Положенням передбачалося, що медаль «У пам'ять 1000-річчя Казані» носиться на лівій стороні грудей і розташовується після медалі «За труди по сільському господарству».

## Опис медалі
- Медаль «У пам'ять 1000-річчя Казані» — з латуні, має форму кола діаметром 32 мм, з опуклим бортиком з обох сторін.
- На лицьовій стороні медалі — зображення комплексу Державного історико-архітектурного та художнього музею-заповідника «Казанський Кремль». По колу медалі — напис: «В память 1000-летия Казани».
- На зворотному боці медалі, в центрі, — герб м. Казані, під ним по колу медалі — цифри «1005» і «2005». Зліва від герба м. Казані по колу медалі — зображення лаврової гілки, праворуч — зображення дубової гілки.
- Усі зображення і цифри на медалі рельєфні.
- Медаль за допомогою вушка і кільця з'єднується з п'ятикутною колодкою, обтягнутою шовковою муаровою стрічкою. Ширина стрічки — 24 мм. Стрічка триколірна: зліва — смуга зеленого кольору, справа — смуга червоного кольору, кожна — шириною 10 мм. Між ними — смуга білого кольору шириною 4 мм.